# 曹黄林镇
曹黄林乡，是中华人民共和国河南省信阳市息县下辖的一个乡镇级行政单位。

## 行政区划
曹黄林乡下辖以下地区：
曹黄林村、冯庄村、何小庄村、李店村、凉亭村、六里井村、娄寨村、马寨村、汪庄村、杨寨村、许店村、曹寨村、代寨村、丁寨村、付店村、回龙村、刘寨村、项岗村、谢老寨村、杨乡村和周楼村。